# Utah Jazz

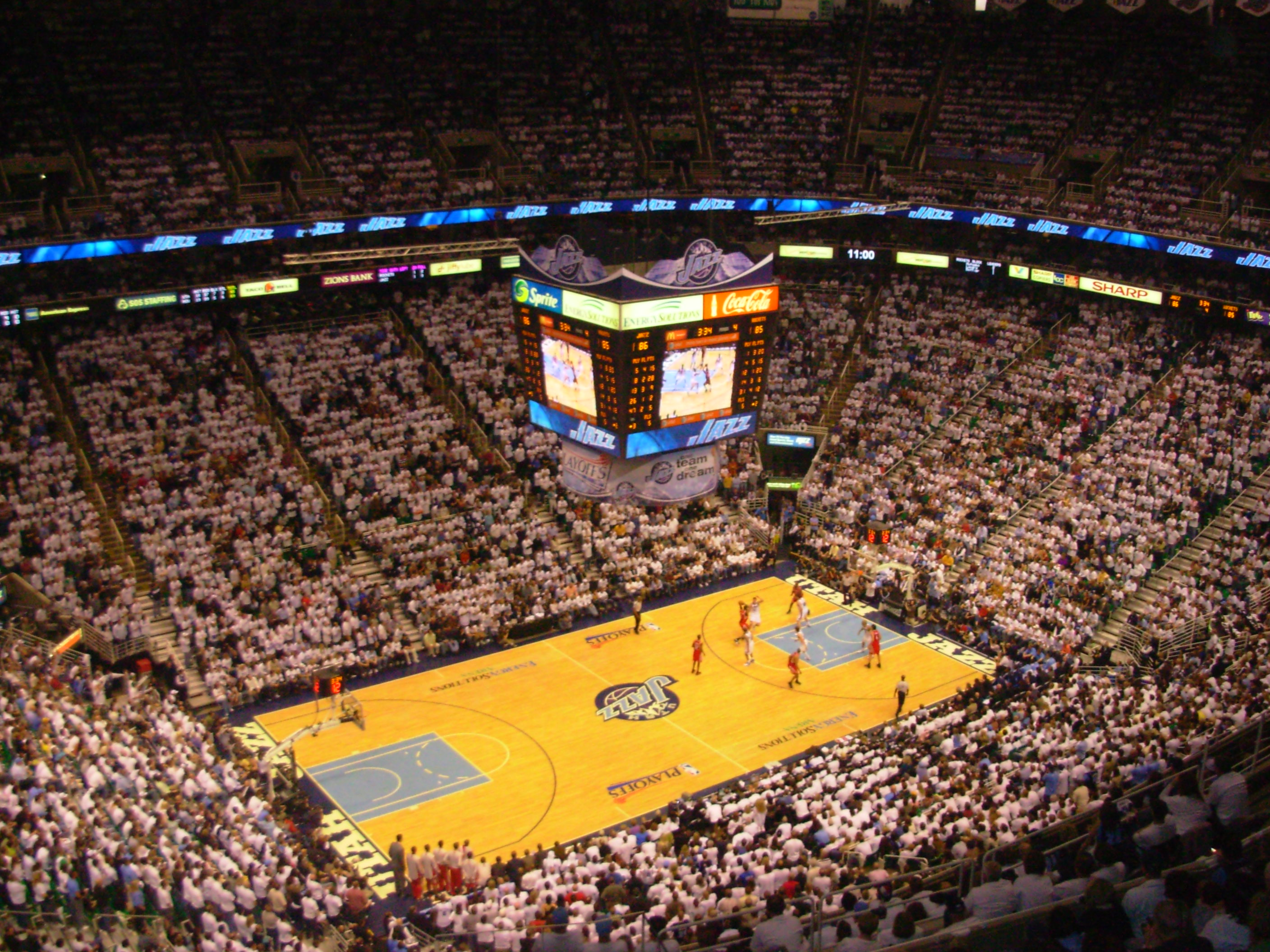
Interiér Energy Solutions Arena v roce 2008 (od října 2015 Vivint Arena), domovský stadión basketbalového týmu Utah Jazz.

Utah Jazz je basketbalový tým hrající severoamerickou ligu National Basketball Association. Patří do Severozápadní divize Západní konference NBA.
Tým byl založen roku 1974 pod názvem New Orleans Jazz, v roce 1979 se přestěhoval do Salt Lake City a od té doby nese svůj dnešní název.
Za svou historii dokázali Jazz dvakrát vyhrát play-off své konference (v letech 1997 a 1998), ale v následujícím finále NBA dvakrát shodně prohráli 4:2 na zápasy s Chicago Bulls.

## Statistika týmu v NBA
| Sezóna           | Výhry | Prohry | %    | Účast v play-off                                                | Výsledky v play-off                                                                   |
| ---------------- | ----- | ------ | ---- | --------------------------------------------------------------- | ------------------------------------------------------------------------------------- |
| New Orleans Jazz |       |        |      |                                                                 |                                                                                       |
| 1974-75          | 23    | 59     | 28,0 |                                                                 |                                                                                       |
| 1975-76          | 38    | 44     | 46,3 |                                                                 |                                                                                       |
| 1976-77          | 35    | 47     | 42,7 |                                                                 |                                                                                       |
| 1977-78          | 39    | 43     | 47,6 |                                                                 |                                                                                       |
| 1978-79          | 26    | 56     | 31,7 |                                                                 |                                                                                       |
| Utah Jazz        |       |        |      |                                                                 |                                                                                       |
| 1979-80          | 24    | 58     | 29,3 |                                                                 |                                                                                       |
| 1980-81          | 28    | 54     | 34,1 |                                                                 |                                                                                       |
| 1981-82          | 25    | 57     | 30,5 |                                                                 |                                                                                       |
| 1982-83          | 30    | 52     | 36,6 |                                                                 |                                                                                       |
| 1983-84          | 45    | 37     | 54,9 | První kolo Konferenční semifinále                               | 3:2 Denver Nuggets 2:4 Phoenix Suns                                                   |
| 1984-85          | 41    | 41     | 50,0 | První kolo Konferenční semifinále                               | 3:2 Houston Rockets 1:4 Denver Nuggets                                                |
| 1985-86          | 42    | 40     | 51,2 | První kolo                                                      | 1:3 Dallas Mavericks                                                                  |
| 1986-87          | 44    | 38     | 53,7 | První kolo                                                      | 2:3 Golden State Warriors                                                             |
| 1987-88          | 47    | 35     | 57,3 | První kolo Konferenční semifinále                               | 3:1 Portland Trail Blazers 3:4 Los Angeles Lakers                                     |
| 1988-89          | 51    | 31     | 62,2 | První kolo                                                      | 0:3 Golden State Warriors                                                             |
| 1989-90          | 55    | 27     | 67,1 | První kolo                                                      | 2:3 Phoenix Suns                                                                      |
| 1990-91          | 54    | 28     | 65,9 | První kolo Konferenční semifinále                               | 3:1 Phoenix Suns 1:4 Portland Trail Blazers                                           |
| 1991-92          | 55    | 27     | 67,1 | První kolo Konferenční semifinále Konferenční finále            | 3:2 Los Angeles Clippers 4:1 Seattle SuperSonics 2:4 Portland Trail Blazers           |
| 1992-93          | 47    | 35     | 57,3 | První kolo                                                      | 2:3 Seattle SuperSonics                                                               |
| 1993-94          | 53    | 29     | 64,6 | První kolo Konferenční semifinále Konferenční finále            | 3:1 San Antonio Spurs 4:3 Denver Nuggets 1:4 Houston Rockets                          |
| 1994-95          | 60    | 22     | 73,2 | První kolo                                                      | 2:3 Houston Rockets                                                                   |
| 1995-96          | 55    | 27     | 67,1 | První kolo Konferenční semifinále Konferenční finále            | 3:2 Portland Trail Blazers 4:2 San Antonio Spurs 3:4 Seattle SuperSonics              |
| 1996-97          | 64    | 18     | 78,0 | První kolo Konferenční semifinále Konferenční finále Finále NBA | 3:0 Los Angeles Clippers 4:1 Los Angeles Lakers 4:2 Houston Rockets 2:4 Chicago Bulls |
| 1997-98          | 62    | 20     | 75,6 | První kolo Konferenční semifinále Konferenční finále Finále NBA | 3:2 Houston Rockets 4:1 San Antonio Spurs 4:0 Los Angeles Lakers 2:4 Chicago Bulls    |
| 1998-99          | 37    | 13     | 74,0 | První kolo Konferenční semifinále                               | 3:2 Sacramento Kings 2:4 Portland Trail Blazers                                       |
| 1999-2000        | 55    | 27     | 67,1 | První kolo Konferenční semifinále                               | 3:2 Seattle SuperSonics 1:4 Portland Trail Blazers                                    |
| 2000-01          | 53    | 29     | 64,6 | První kolo                                                      | 2:3 Dallas Mavericks                                                                  |
| 2001-02          | 44    | 38     | 53,7 | První kolo                                                      | 1:3 Sacramento Kings                                                                  |
| 2002-03          | 47    | 35     | 57,3 | První kolo                                                      | 1:4 Sacramento Kings                                                                  |
| 2003-04          | 42    | 40     | 51,2 |                                                                 |                                                                                       |
| 2004-05          | 26    | 56     | 31,7 |                                                                 |                                                                                       |
| 2005-06          | 41    | 41     | 50,0 |                                                                 |                                                                                       |
| 2006-07          | 51    | 31     | 62,2 | První kolo Konferenční semifinále Konferenční finále            | 4:3 Houston Rockets 4:1 Golden State Warriors 1:4 San Antonio Spurs                   |
| 2007-08          | 54    | 28     | 65,9 | První kolo Konferenční semifinále                               | 4:2 Houston Rockets 2:4 Los Angeles Lakers                                            |
| 2008-09          | 48    | 34     | 58,5 | První kolo                                                      | 1:4 Los Angeles Lakers                                                                |
| 2009-10          | 53    | 29     | 63,6 | První kolo Konferenční semifinále                               | 4:2 Denver Nuggets 0:4 Los Angeles Lakers                                             |
| 2010-11          | 39    | 43     | 47,6 |                                                                 |                                                                                       |
| 2011-12          | 36    | 30     | 54,5 | První kolo                                                      | 0:4 San Antonio Spurs                                                                 |
| 2012-13          | 43    | 39     | 52,4 |                                                                 |                                                                                       |
| 2013-14          | 25    | 57     | 30,5 |                                                                 |                                                                                       |
| 2014-15          | 38    | 44     | 46,3 |                                                                 |                                                                                       |
| 2015-16          | 40    | 42     | 48,8 |                                                                 |                                                                                       |
| Celkem           | 1815  | 1581   | 53,4 |                                                                 |                                                                                       |
| Play-off         | 113   | 123    | 47.9 |                                                                 |                                                                                       |